# Tuvgömming
Tuvgömming (Cucurbitaria berberidis) är en svampart som först beskrevs av Christiaan Hendrik Persoon, och fick sitt nu gällande namn av Samuel Frederick Gray 1821. Tuvgömming ingår i släktet Cucurbitaria och familjen Cucurbitariaceae.  Arten är reproducerande i Sverige. Inga underarter finns listade i Catalogue of Life.